# Introspezione
L'introspezione è un atto della coscienza che consiste nell'osservazione diretta ed analisi della propria interiorità rappresentata da pensieri, sentimenti, desideri, pulsioni, stimoli prodotti del pensiero stesso, come pure il senso dell'identità di una persona.
Si contrappone a quel processo denominato in inglese extrospection, consistente nell'osservazione di ciò che è esterno al proprio sé.
In fisiologia ha correlazione con la propriocezione.

## In filosofia
In filosofia si afferma con Socrate per la prima volta l'esigenza dell'introspezione come riflessione dell'anima umana su di sé, intesa come psyche individuale. Per Socrate tutto il sapere è vano se non è ricondotto alla coscienza critica del proprio "io", che è un sapere del sapere. L'autocoscienza è per lui il fondamento e la condizione suprema di ogni sapienza. «Conosci te stesso» fu il motto delfico che egli fece proprio, a voler dire: solo la conoscenza di sé e dei propri limiti rende l'uomo sapiente, oltre a indicargli la via della virtù e il presupposto morale della felicità. Per Socrate infatti una vita inconsapevole è indegna di essere vissuta.
(G. Reale, Storia della filosofia antica, Vita e pensiero, Milano 1975)
Nello stoicismo si utilizza il termine oikeiosis per indicare quella forma di introspezione che, tramite la synaesthesis, ovvero la percezione interna, consente lo sviluppo del proprio essere in conformità col Lògos universale. Nel neoplatonismo l'introspezione voleva significare rapportarsi alla "voce" interiore, a quel «dialogo dell'anima con se stessa» che già caratterizzava l'ultima produzione delle opere dialogiche platoniche dove la forma letteraria e filosofica del dialogo con un interlocutore svaniva, sostituita da quella del monologo. La figura del saggio nel periodo ellenistico della filosofia greca è allora proprio colui che allontanandosi dagli aspetti mondani della realtà e dalle passioni riflette su se stesso.
Sarà Agostino d'Ippona nelle Confessioni a riprendere questo modello di analisi della personale interiorità (de se ipso), trasmettendolo a gran parte del pensiero cristiano seguente. Poiché Dio alberga nell'interiorità di ogni essere umano, attuare un'introspezione di sé significava diventare coscienti della voce divina.
(Agostino, De vera religione, XXXIX)
Soltanto l'introspezione consente infatti di prendere coscienza come le idee che sono a fondamento non solo del mondo, ma anche della morale, siano in realtà già presenti, essendo innate, nella nostra anima.
Dal pensiero di Montaigne si sviluppò invece una polemica che vide in prima fila John Locke contro i neoplatonici della scuola di Cambridge (George Herbert di Cherbury, Ralph Cudworth, Henry More) che sostenevano appunto l'innatismo dei principi morali.
Nella Critica della ragion pratica kantiana l'etica venne nuovamente intesa come voce della coscienza, da ascoltare tramite introspezione, e che afferma il valore assoluto della legge morale talora traviata dalle nostre inclinazioni sensibili. Secondo Kant, riprendendo le concezioni di Jean Jacques Rousseau, è questa un'esperienza morale che accomuna tutti gli uomini indipendentemente dalle loro differenti condizioni intellettuali e culturali.
Il filosofo francese Henri Bergson utilizzò il metodo dell'introspezione per studiare il fluire degli stati d'animo dall'uno verso l'altro, senza che sia possibile distinguerli nettamente; questo era il punto focale della sua critica alla visione del tempo offerto dal positivismo, insensibile ai fatti contenuti nei diversi istanti.

## In psicologia
La psicologia cognitiva, che fa proprio il metodo scientifico, a partire dagli anni trenta ha progressivamente abbandonato l'introspezione come metodo valido per l'indagine, concentrandosi di più sui comportamenti quantificabili piuttosto che sulla coscienza o le sensazioni.
Sostenendo che l'introspezione sarebbe inaffidabile, Herbert Simon e Allen Newell hanno formulato il cosiddetto protocollo del pensiero ad alta voce, nel quale i ricercatori osservano un soggetto impegnato nell'introspezione intento a esprimere ad alta voce i suoi pensieri, consentendo così lo studio dell'introspezione dall'esterno senza doverlo costringere a commentare quel che dice.
D'altra parte, l'introspezione può essere considerata un valido strumento per lo sviluppo di ipotesi scientifiche e modelli teorici, in particolare nel campo delle scienze cognitive e ingegneristiche. Le modellazioni computazionali e le progettazioni di simulazioni al computer del meta-ragionamento sarebbero strettamente connessi con le esperienze introspettive dei ricercatori.